# Daszt-e Lut

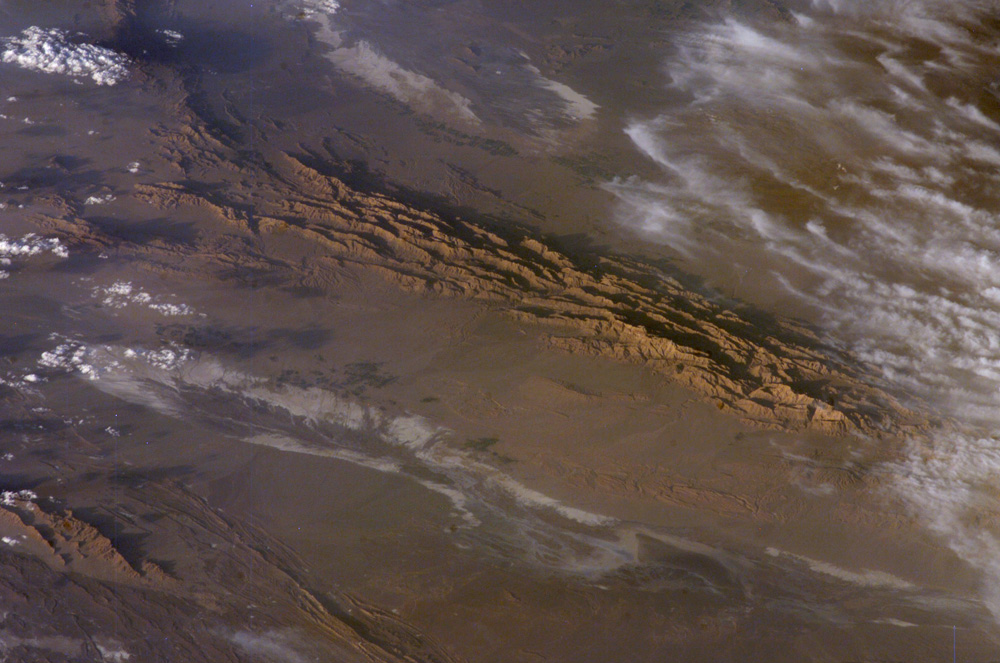
Widok z kosmosu

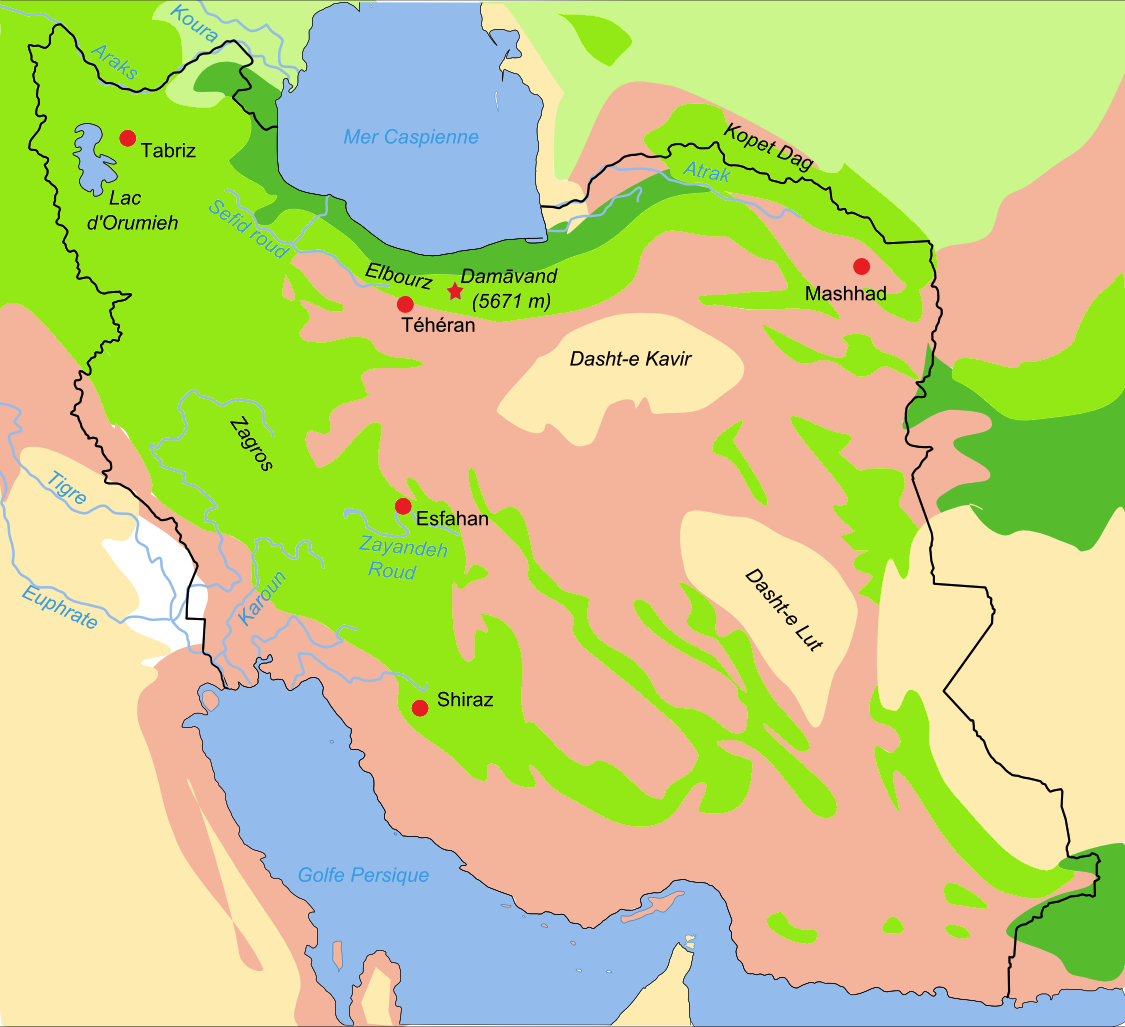
Położenie

Daszt-e Lut (pers. دشت لوت, Dasht-e Lūt), Kawir-e Lut (pers. کویر لوت, Kavīr-e Lūt) – pustynia we wschodnim Iranie o powierzchni ok. 80 tys. km² (długość ok. 500 km, szerokość do 200 km), znajduje się na 500–600 m n.p.m.
Jest pustynią pylasto-żwirową; na jej południowych i wschodnich terenach występują wydmy. Leży w obszarze klimatu podzwrotnikowego, wybitnie suchego z roczną sumą opadów poniżej 100 mm.
Obecnie pustynia jest uznawana za lokalizację z tytułem najgorętszego miejsca na Ziemi. To właśnie tutaj jeden z satelitów NASA zanotował temperaturę 70,7 °C.
W 2016 roku pustynię wpisano na listę światowego dziedzictwa UNESCO.